# غار کوگان
غار کوگان در ۴۵ کیلومتری جنوب خرم‌آباد و در شرق شهرستان پلدختر قرار دارد. این غار به وسیله انسان و در دوره اشکانیان ایجاد شده‌است. غار در دو طبقه ساخته شده که ارتفاع طبقه دوم نسبت به طبقه اول ۳٫۴ متر است. مساحت کل غار حدود ۲۸۱ متر و دهانه ورودی آن در اندازه ۲٫۵۰ در ۲٫۲۰ متر است. در فضای داخلی غار مخازن آب ساخته شده و در طبقه دوم چهار اتاق که به یکدیگر راه دارند، ساخته شده‌است. این اثر تاریخی به شماره ۲۶۶۰ در فهرست آثار ملی ایران به ثبت رسیده‌است.

## نگارخانه

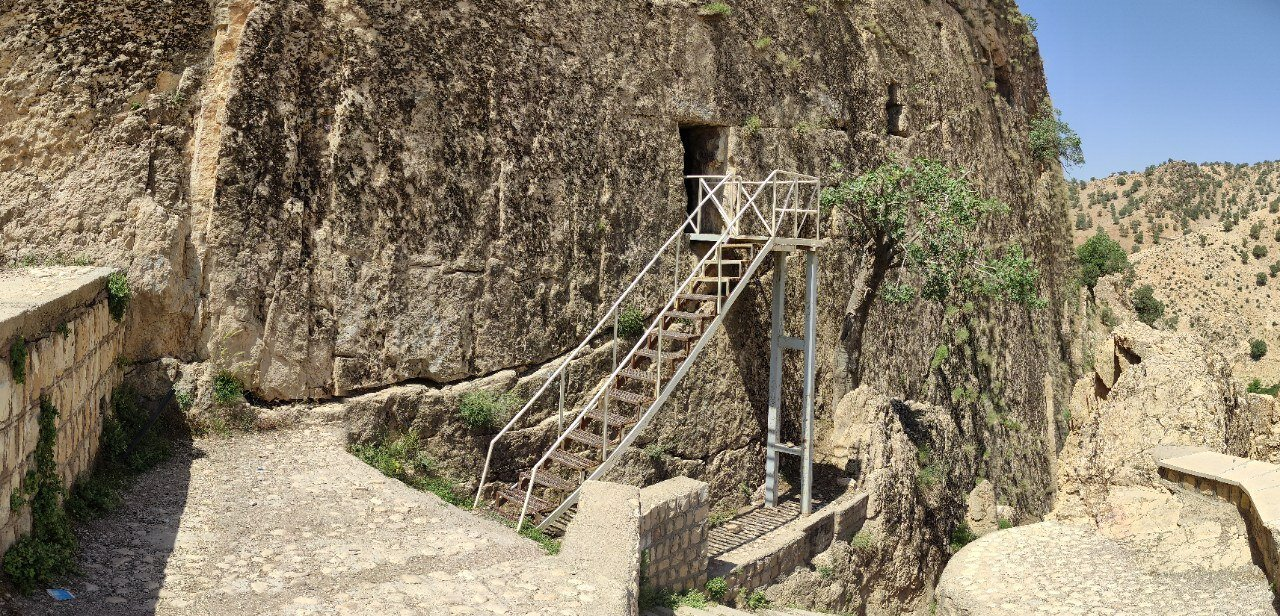
ورودی غار کوگان